# 6 سنوات
6 سنوات (بالإنجليزية: 6 Years)‏ هو فلم رومانسي درامي أمريكي تم إنتاجه في 2015 هذا الفلم من إخراج وتاليف هانا فايدل وبطولة تايسا فارميجا وبين روزنفيلد وليندساي بورج وجوشوا ليونارد ودانا ويلر نيكولسون وبيتر فاك وجينيفر لافلر ومولي مكمايكل، والفلم من مونتاج أرتس أند لايبور ودوبلاس براذرس، قصة الفلم تتكلم عن طالبين جامعيين هما ميلاني كلارك و دان ميرسر وتعرض حكايتهم الرومانسية ل6 سنوات والأحداث التي تشوب الحبيبين بينهما.

## وصلات خارجية
- 6 سنوات على موقع IMDb (الإنجليزية)
- 6 سنوات على موقع ميتاكريتيك (الإنجليزية)
- 6 سنوات على موقع روتن توميتوز (الإنجليزية)
- 6 سنوات على موقع نتفليكس (الإنجليزية)
- 6 سنوات على موقع قاعدة بيانات الأفلام العربية
- 6 سنوات على موقع ألو سيني (الفرنسية)
- 6 سنوات على موقع Turner Classic Movies (الإنجليزية)
- 6 سنوات على موقع أول موفي (الإنجليزية)
- 6 سنوات على موقع بوكس أوفيس موجو (الإنجليزية)
- 6 سنوات على موقع فيلمافينيتي (الإسبانية)